# Lazar Mojsov
Lazar Mojsov, född 19 december 1920 i Negotino i Kungariket Jugoslavien, död 25 augusti 2011 i Belgrad i Serbien, var en jugoslavisk (makedonsk) politiker. Han var ordförande i FN:s generalförsamling 1977–1978 och Jugoslaviens president 1987–1988.
Mojsov avlade doktorsexamen i juridik vid Belgrads universitet. Han var även verksam som journalist.
Mojsov var far till forskaren Svetlana Mojsov.